# Backofensee
Der Backofensee ist ein See innerhalb des Gemeindegebietes von Jabel im Landkreis Mecklenburgische Seenplatte in Mecklenburg-Vorpommern.
Der 1,6 Hektar große See liegt im Naturschutzgebiet Seen- und Bruchlandschaft südlich Alt Gaarz, etwa 2,5 Kilometer südlich des Jabeler Ortsteils Alt Gaarz und rund 3,7 Kilometer nordwestlich von Jabel in einer Waldfläche.
Das Gewässer besitzt eine Nord-Süd-Ausdehnung von maximal 100 Metern und eine West-Ost-Ausdehnung von 200 Metern. Der Wasserspiegel liegt 62,8 Meter über NHN. Es bestehen nicht ständig Wasser führende Grabenverbindungen vom nordöstlich befindlichen Krummen See (auch Krogsee) sowie zum sich südwestlich anschließenden Lankhagensee.
Der See liegt im Sander der Pommerschen Haupteisrandlage der Weichseleiszeit. Wie seine Nachbarn ist der Backofensee ein kalkreicher Durchströmungssee. Er war einst isoliert, die verbindenden Gräben wurden erst im 18. Jahrhundert künstlich geschaffen.
Das Nordwestufer ist mit seinen Moorbirken-, Kiefernmoorwald-, Torfmoos-, Ohrenweidengebüsch- und Schwarzerlenbeständen als Biotop ausgewiesen.